# Festival di Napoli 1981
Il Festival di Napoli '81 si tenne a Napoli dall'8 al 10 maggio 1981.

## Classifica, canzoni e cantanti
| Posizione | Canzone                  | Autori                              | Artista              | Voti |
| 1.        | 'A mamma                 | (Sciotti-Iglio-Solidone)            | Mario Da Vinci       |      |
|           | Io nun vivo senz' 'e te  | (Minieri)                           | Angelo Dei Visconti  |      |
|           | Mentre 'a musica và      | (Acunzo-Vitale)                     | Antonello Rondi      |      |
|           | Strigneme cchù assaie    | (Rutigliano-Annona)                 | Antonio Annona       |      |
|           | E 'nce a stà             | (Liberati-Barassi-Sica)             | Antonio Sarnacchiaro |      |
|           | Stella 'e varietà        | (Fiore-Di Domenico-Matassa)         | Cinzia Oscar         |      |
|           | Dimme ch'è 'na buscia    | (Esposito-Rustichelli)              | Dario Rustichelli    |      |
|           | Me manche tu             | (Fiore-Campassi)                    | Emilio Campassi      |      |
|           | Si... Annamaria          | (Chiaravalle – Lanza – Di Domenico) | Enzo di Domenico     |      |
|           | Io te voglio             | (Balido)                            | Fiorella Damiani     |      |
|           | Io e te                  | (Sciotti-Iglio)                     | Franco Cipriani      |      |
|           | Cara Maria               | (Palumbo-Ruocco)                    | Franco Ricci         |      |
|           | E torno 'mbraccio a te   | (Mobilia-Campessi-D'Ambrosio)       | Gianni Migliardi     |      |
|           | 'O sceriffo              | (Lanza-Aluzzi-Rossi)                | Gigi Bonavolonta     |      |
|           | L'ammore                 | (Fattorusso-De Angelis)             | Gigione & Marines    |      |
|           | Napulità                 | (Iarrusso- Simonelli)               | Lino Coppola         |      |
|           | Vola e và                | (Fattorusso-Simonelli)              | Luca Nasti           |      |
|           | Vecchia Napoli'          | (Palumbo-Ricci-Caputo)              | Mauro Caputo         |      |
|           | Doce e amaro             | (Annona-Campostella-Campassi)       | Mauro Nardi          |      |
|           | Tu                       | (Fiore-Campassi)                    | Mimmo Iannelli       |      |
|           | I' te struppèo           | (Ricci-Rocco-Genta)                 | Mimmo Rocco          |      |
|           | Quanto tiene tanto vaie  | (Generoso-Del Gaizo)                | Nando Paduano        |      |
|           | Povero mandulino         | (Scudellaro-Campassi)               | Nino Fiore           |      |
|           | Si vuò                   | (Agrillo-Ricci)                     | Pamela Paris         |      |
|           | Dannazione               | (Agrillo-Ricci)                     | Patty Martin         |      |
|           | Nun si cchiù Maria       | (Giordano-Amendola-Gagliardi)       | Peppino Brio         |      |
|           | Marì                     | (Lanza-Rossi-Annona)                | Peppino Giglio       |      |
|           | Busciarda                | (Mobilia-Campassi-D'Ambrosio)       | Pino Marchese        |      |
|           | 'Na carezza              | (Correale-Mauriello)                | Pino Mauro           |      |
|           | I' nun te saccio perdere | (Ruocco-Ambrosino)                  | Tina Lori            |      |
|           | Te chiamme ammore        | (Agrillo-Ricci)                     | Tony Bruni           |      |
|           | Padrona 'e stu core      | (Russo)                             | Tony Mauro           |      |

## Orchestra
Diretta dai maestri: Eduardo Alfieri, Gianni Aterrano, Mario Battaini, Enrico Buonafede, Franco Chiaravalle, Stelvio Cipriani, Mario De Angelis, Carlo Esposito, Tonino Esposito, Tony Iglio, Vasco Vassilli Kojucharov, Jan Langosz, Marcello Minerbi e Adolfo Tronco.
Complesso Vocale i 2+2 di Nora Orlandi.

## Ospiti d'onore
Janet Agren, Gianni Belfiore, Tommaso Bianco, Gino Bramieri, Luciano Tajoli, Lilli Carati, Gianni Cavina, Gianfranco D'Angelo, Silvia Dionisio, Oriella Dorella, Franco Franchi, Paola Gassmann, i Sergenti a Sonagli, Ambra Orfei, Nando Orfei, Ugo Pagliai, Franco Rosi, Gino Usai, Carlos Seraio, Ida Di Benedetto, Lina Sastri.

## Organizzazione
D.A.N.-Discografici Associati Napoletani, con il patrocinio della Regione Campania.